# مجموعات قتالية من الطبقة العاملة
المجموعات القتالية من الطبقة العاملة (بالألمانية: Kampfgruppen der Arbeiterklasse)‏ KdA) هي منظمة شبه عسكرية في جمهورية ألمانيا الديمقراطية (GDR) من 1953 إلى 1989.
عملت KdA كميليشيا بحكم الواقع لحزب الوحدة الاشتراكي الحاكم في ألمانيا الذي يتألف من أعضاء الحزب والأشخاص العاملين الموثوق بهم سياسيًا، استنادًا إلى دكتاتورية مبادئ البروليتاريا، التي سيتم نشرها محليًا لمحاربة الاضطرابات المدنية أو الغزو. كانت KdA قوة احتياطي مدني مرتبطة بوزارة الداخلية في جمهورية ألمانيا الديمقراطية وفولكسبوليز، حيث وصلت إلى 211,000 فرد في ذروتها في عام 1980. تم حلها قبل فولكسكامر بعد افتتاح جدار برلين في أواخر عام 1989.

## معرض صور

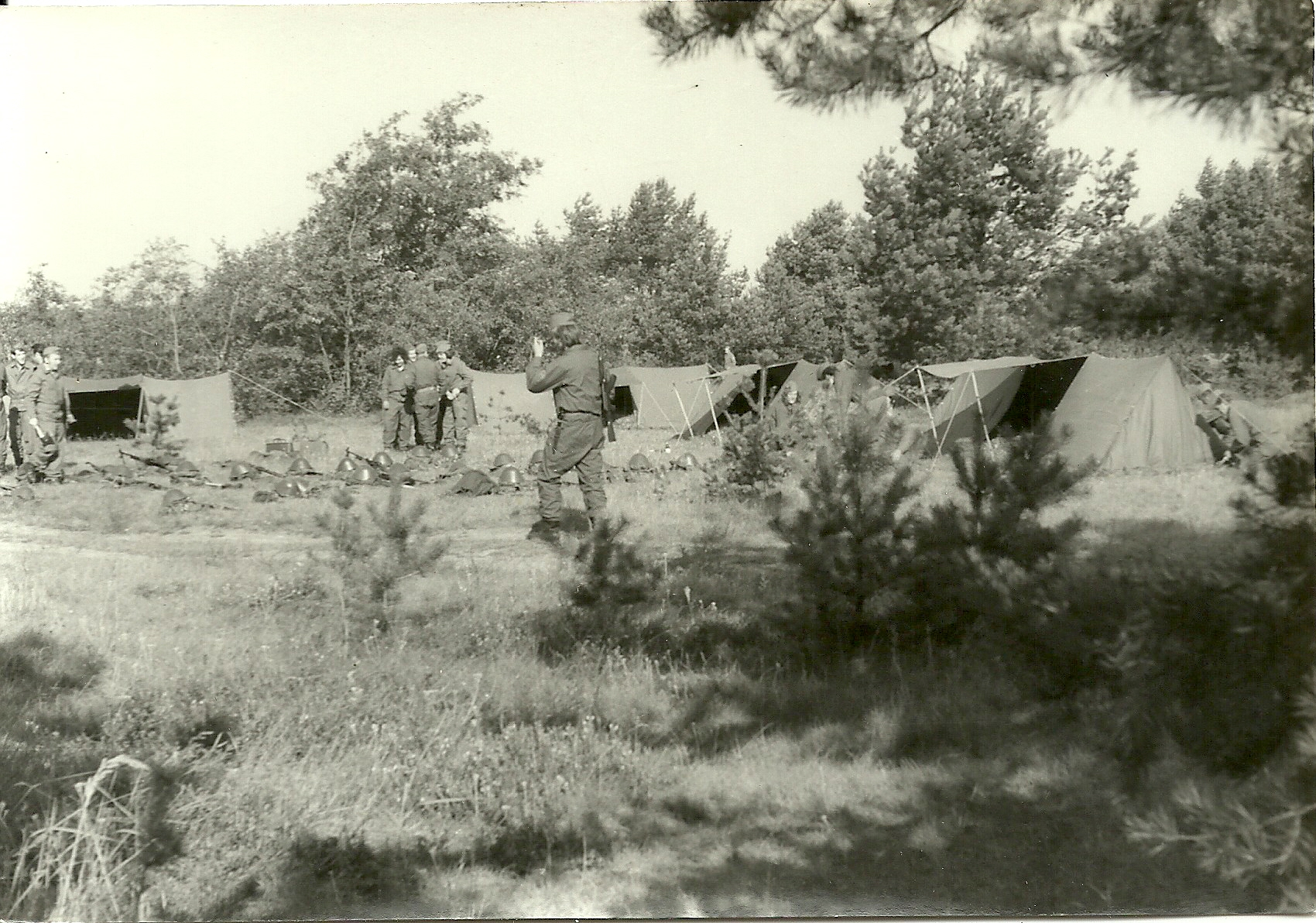
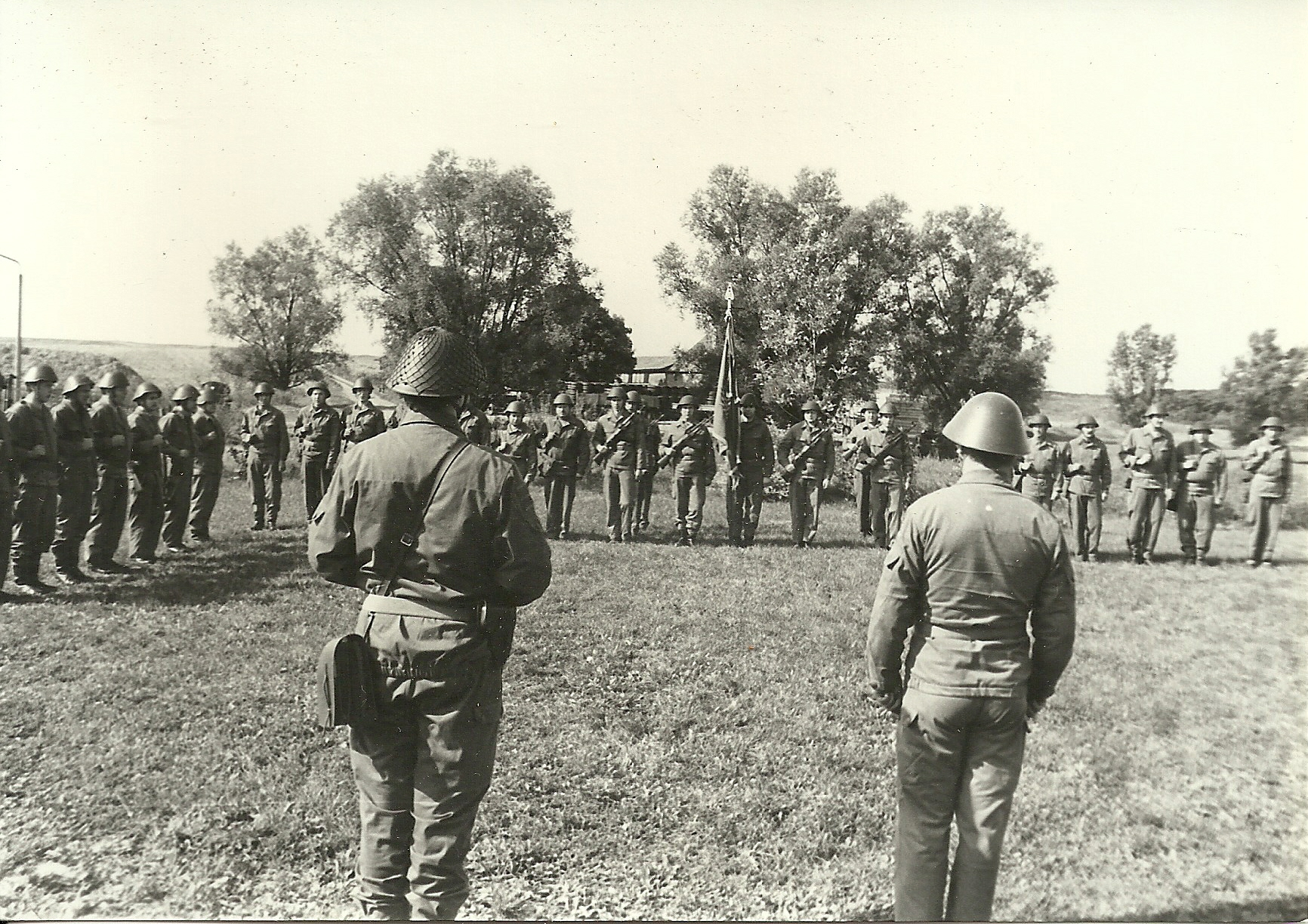
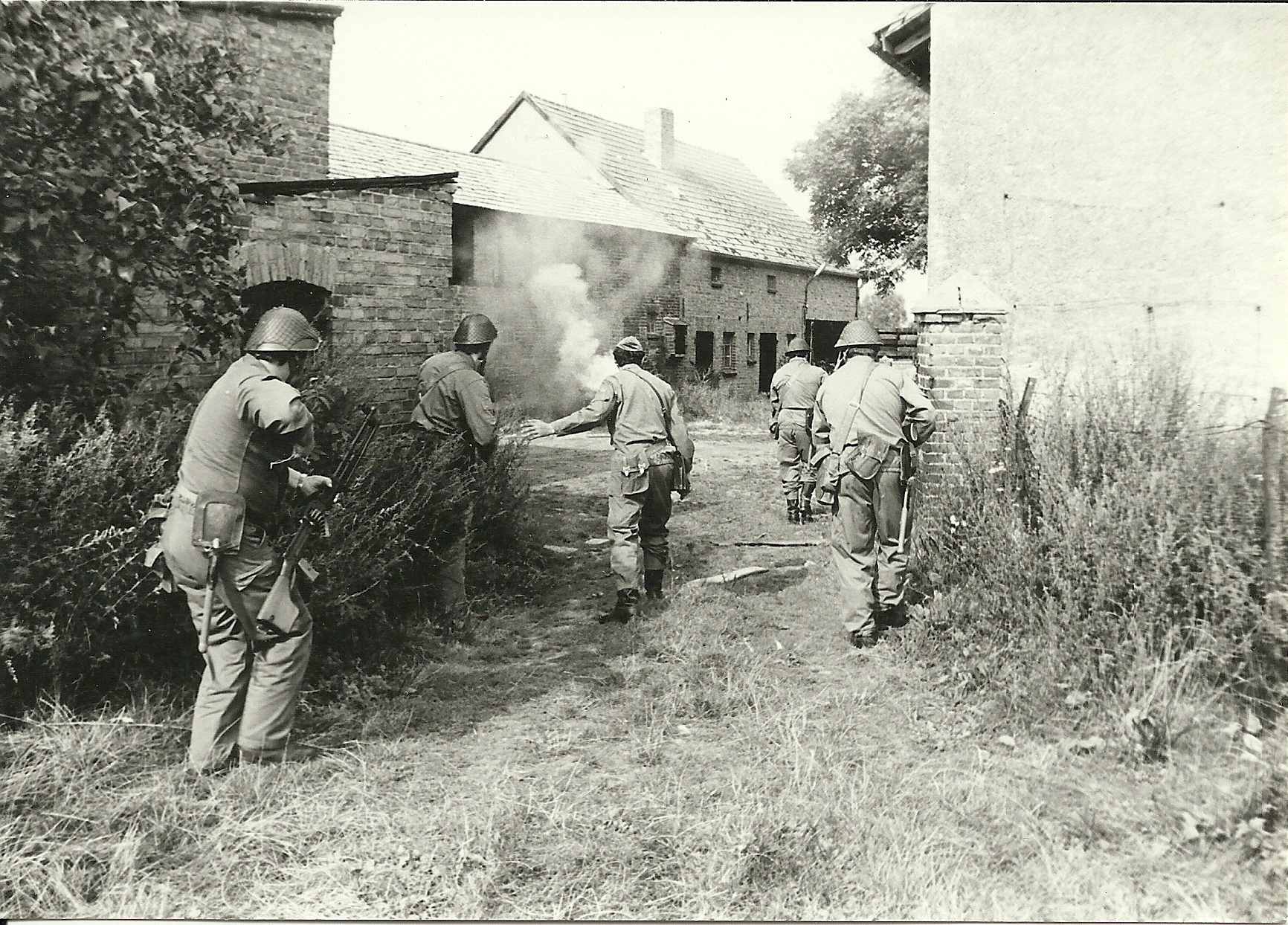

## التاريخ
تشكيلات مماثلة:
- قوات دفاع الدولة
- الجيش الإقليمي (المملكة المتحدة)
- الحرس الوطني للولايات المتحدة
- قوة الدفاع الإقليمية
- الميليشيات الشعبية
- ORMO
- ميليشيات العمال
- الحرس الوطني
- ميليشيا (الصين)
- الحرس الفلاحين العمال

## قائمة المراجع
- دبليو بدر، الحرب الأهلية في الوسم؛ مجموعات القتال للطبقة العاملة في ألمانيا الشرقية ، مركز المعلومات المستقل، لندن
- فورستر، توماس م. ، جيش ألمانيا الشرقية ؛ الثانية في حلف وارسو ، جورج ألين وأونوين المحدودة، لندن، 1980
- Holzweißig، Gunter (1983). "Vom Betriebsschutz zur Territorialarmee. 30 Jahre SED-Kampfgruppen". ج. 16 ع. 11: 1158–1163. {{استشهاد بدورية محكمة}}: الاستشهاد بدورية محكمة يطلب |دورية محكمة= (مساعدة)
- Koop ، Volker: Armee oder Freizeitclub ؟: die Kampfgruppen der Arbeiterklasse in der DDR ، Bouvier، 1997، (ردمك 3416026705) (الألمانية)
- ديتر شولز: Das große Buch der Kampfgruppen. Geschichte، Aufgaben، Ausrüstung sowie alles über die Wismut-Polizei ، Das Neue Berlin، 2007، (ردمك 978-3360019004) (الألمانية)